# لبد علیا
لِبد علیا روستایی است در شهرستان کوهرنگ، بخش بازفت، استان چهارمحال و بختیاری.